# Elaver richardi
Elaver richardi är en spindelart som först beskrevs av Willis J. Gertsch 1941.  Elaver richardi ingår i släktet Elaver och familjen säckspindlar.
Artens utbredningsområde är Honduras. Inga underarter finns listade i Catalogue of Life.